# Province of North Carolina

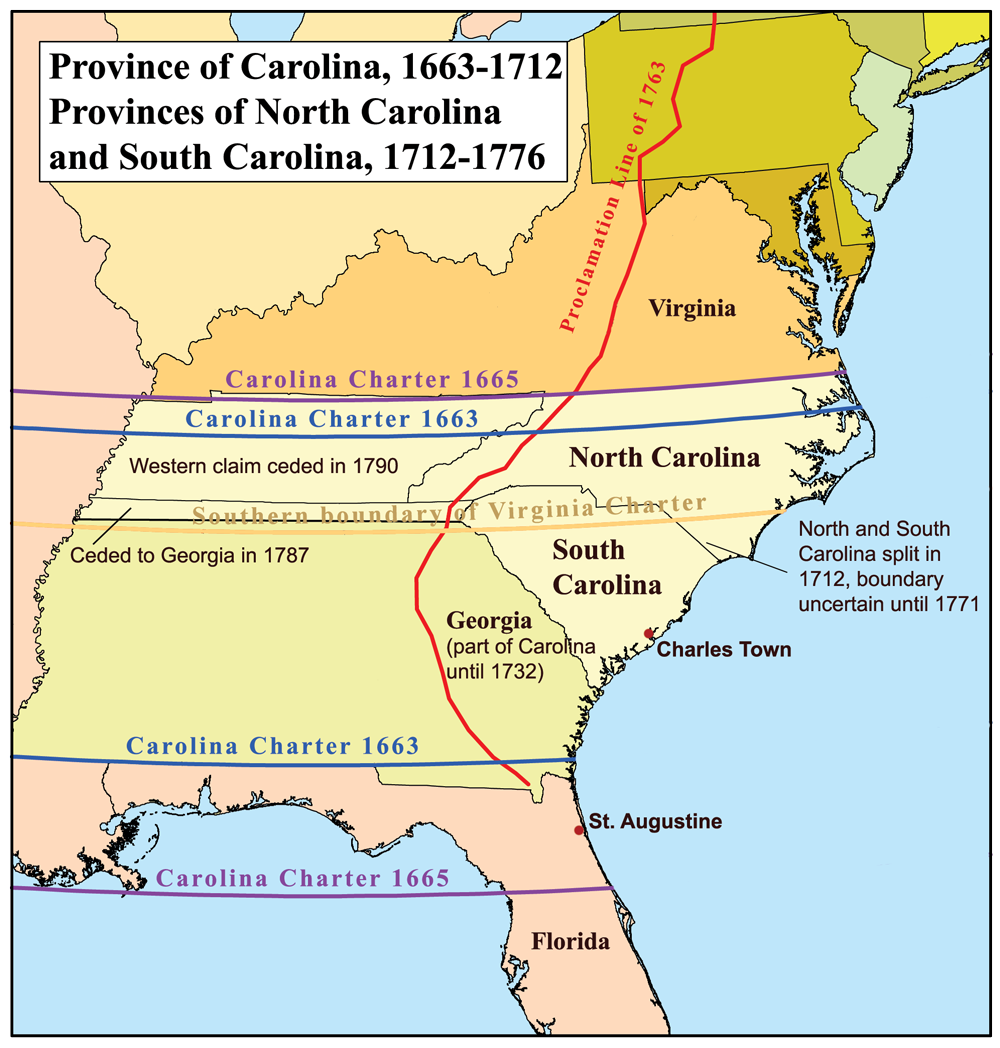
Grenzen der Provinz Carolina (bzw. North und South Carolina) zwischen 1663 und 1776

Die Province of North Carolina (1710–1776) war eine der Dreizehn Kolonien in Nordamerika, die sich 1776 in der Unabhängigkeitserklärung der Vereinigten Staaten vom Königreich Großbritannien lossagten.

## Geschichte
Die von Karl II. von England nach seinem Vater benannte Provinz Carolina wurde 1663 gegründet und von ihm an acht Personen übergeben (die sogenannten Lords Proprietor), die ihm geholfen hatten, den englischen Thron zu besteigen. De facto kam es 1710/12 zur Trennung der Verwaltung für die Province of North Carolina und South Carolina. Zu jeweils eigenen königlichen Kolonien wurden die beiden Carolinas aber erst 1729, als die Lords Proprietor ihre Interessen an die Krone verkauften.
In den späten 1760er Jahren entstanden Spannungen zwischen den aus den unteren Bevölkerungsschichten stammenden Farmern des Piedmont und den wohlhabenden Plantagenbesitzern der Küstenregion. Die offensichtliche Verschwendung öffentlicher Gelder durch Gouverneur William Tryon zum Bau eines neuen Regierungssitzes, des Tryon Palace in New Bern, brachte das Fass zum Überlaufen. Die Farmer erhoben sich im Aufstand der Regulatoren. Tryon siegte am 17. Mai 1771 in der Schlacht von Alamance und beendete damit den sieben Jahre andauernden Konflikt.
North Carolina erklärte am 12. April 1776 seine Unabhängigkeit von Großbritannien und ratifizierte am 5. Februar 1778 als erster Staat die Konföderationsartikel, die erste Verfassung der Vereinigten Staaten. North Carolina blieb in den ersten Jahren des Unabhängigkeitskrieges weitgehend von Kriegshandlungen verschont, wurde jedoch in den Jahren 1780 und 1781 ein wichtiger Kriegsschauplatz. Einen wesentlichen Sieg errangen die Amerikaner am 7. Oktober 1780 in der Schlacht am Kings Mountain. North Carolina ratifizierte erst am 21. November 1789 als zwölfte und vorletzte der früheren 13 Kolonien die Verfassung der Vereinigten Staaten. Im Jahr 1790 unterstellte North Carolina die westlichen Landstriche der Bundesregierung; diese Gebiete wurden zwischen 1790 und 1796 als Tennessee Territory bezeichnet. Im Jahr 1796 wurde daraus schließlich Tennessee gebildet, der 16. Bundesstaat der Union.

## Gouverneure der Province of North Carolina
Zwischen 1712 und 1776 hatten folgende Personen das Amt des Gouverneurs der Province of North Carolina inne:
- Edward Hyde (24. Januar 1712 – 8. September 1712)
- Thomas Pollock (12. September 1712 – 28. Mai 1714), erste Amtszeit
- Charles Eden (28. Mai 1714 – 26. März 1722)
- Thomas Pollock (30. März 1722 – 30. August 1722), zweite Amtszeit
- William Reed (7. September 1722 – 15. Januar 1724)
- George Burrington (15. Januar 1724 – 17. Juli 1725), erste Amtszeit
- Sir Richard Everard (17. Juli 1725 – 25. Februar 1731)
- George Burrington (25. Februar 1731 – 17. April 1734), zweite Amtszeit
- Nathaniel Rice (17. April 1734 – 2. November 1734), erste Amtszeit
- Gabriel Johnston (2. November 1734 – 17. Juli 1752)
- Nathaniel Rice (17. Juli 1752 – 28. Januar 1753), zweite Amtszeit
- Matthew Rowan (1. Februar 1753 – 1. November 1754)
- Arthur Dobbs (1. November 1754 – 27. Oktober 1764)
- William Tryon (27. Oktober 1764 – 30. Juni 1771)
- James Hasell (1. Juli  1771 – 12. August 1771)
- Josiah Martin (12. August 1771 – 4. Juli 1776)